# NGC 6027
NGC 6027 (również PGC 56579 lub HCG 79B) – galaktyka soczewkowata (S0), znajdująca się w gwiazdozbiorze Węża. Została odkryta 20 marca 1882 roku przez Éduarda Stephana.

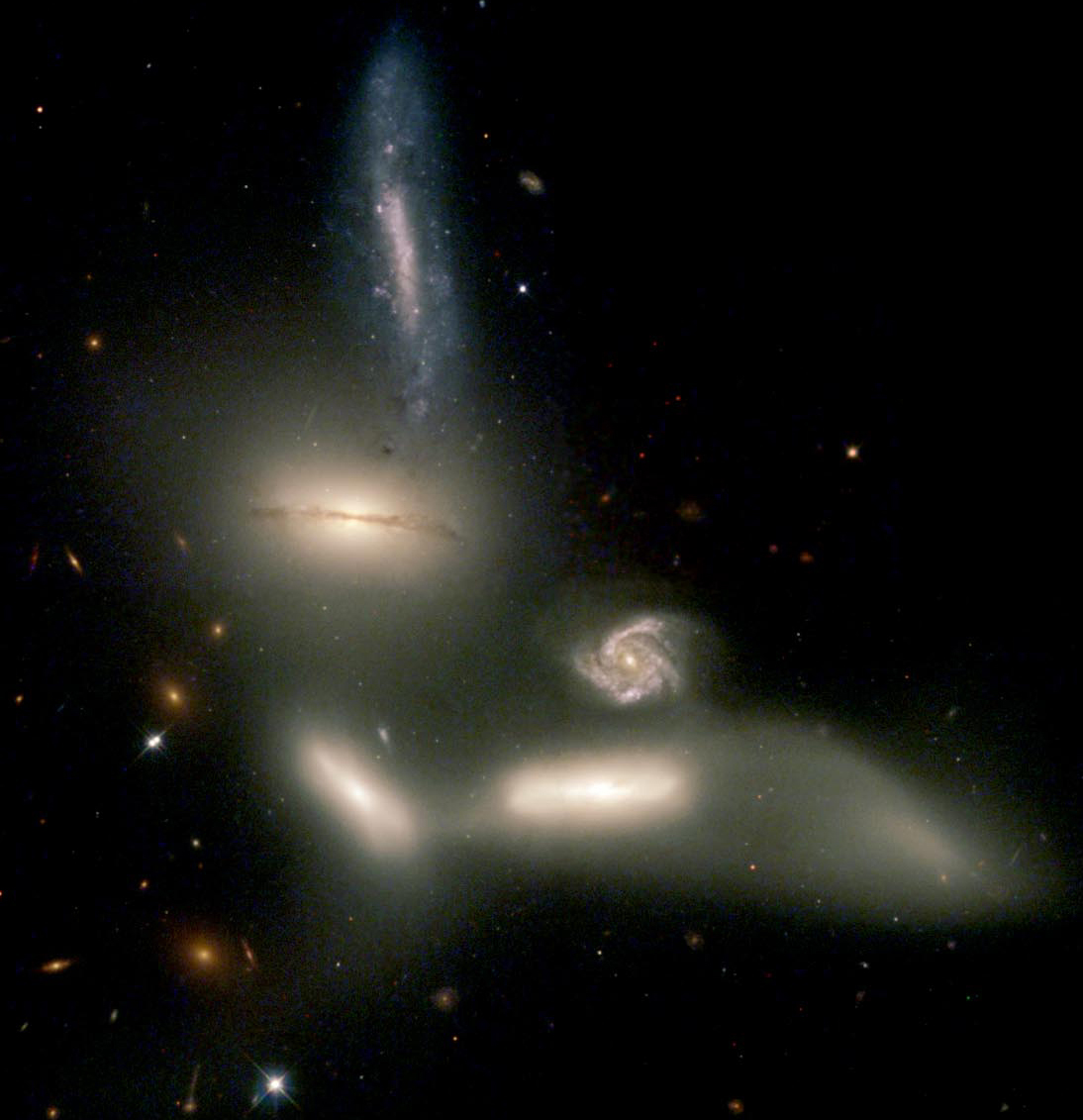
Sekstet Seyferta. NGC 6027 to jasna, owalna galaktyka poniżej środka zdjęcia

Galaktyka ta jest najjaśniejszym składnikiem wchodzącym w skład zwartej grupy galaktyk, zwanej Sekstetem Seyferta (również Hickson 79). Czasem nazwą NGC 6027 określa się całą tę grupę galaktyk, gdyż Stephan nie był w stanie w swoim teleskopie rozdzielić jej na poszczególne składniki, tylko widział skumulowane światło tych galaktyk.